# Bursellia holmi
Bursellia holmi là một loài nhện trong họ Linyphiidae.
Loài này thuộc chi Bursellia. Bursellia holmi được Robert Bosmans miêu tả năm 1977.